# ديف توماس (مهندس)
ديف توماس (بالإنجليزية: Dave Thomas)‏ هو مهندس وعالم حاسوب بريطاني، ولد في 12 أغسطس 1956.